# Arthur Lismer
Arthur Lismer est un peintre et enseignant né à Sheffield, en Angleterre le 27 juin 1885 et mort à Montréal le 23 mars 1969.
Lismer fit ses études au Sheffield School of Art et à l'Académie royale des beaux-arts d'Anvers. Puis, il immigra au Canada en 1911. Il commença sa carrière comme professeur au Victoria School of Art and Design d'Halifax. En 1920, il forme le Groupe des Sept qui réunit plusieurs artistes modernes. Au cours des années 1930, il supervise le service éducatif de l'Art Gallery of Toronto. Pendant cette même période, il enseigna en Afrique. Un peu plus tard, il dirigea le Montreal Children’s Art Center. À partir de 1951, il peindra tous les étés à Vancouver. Ses œuvres sont alors exposées à la Galerie L'Art français.
Il a été reçu Compagnon de l'Ordre du Canada en 1967.
Il est aussi connu pour avoir peint des navires de guerre avec le Camouflage Dazzle.

Peintures de marine de guerre
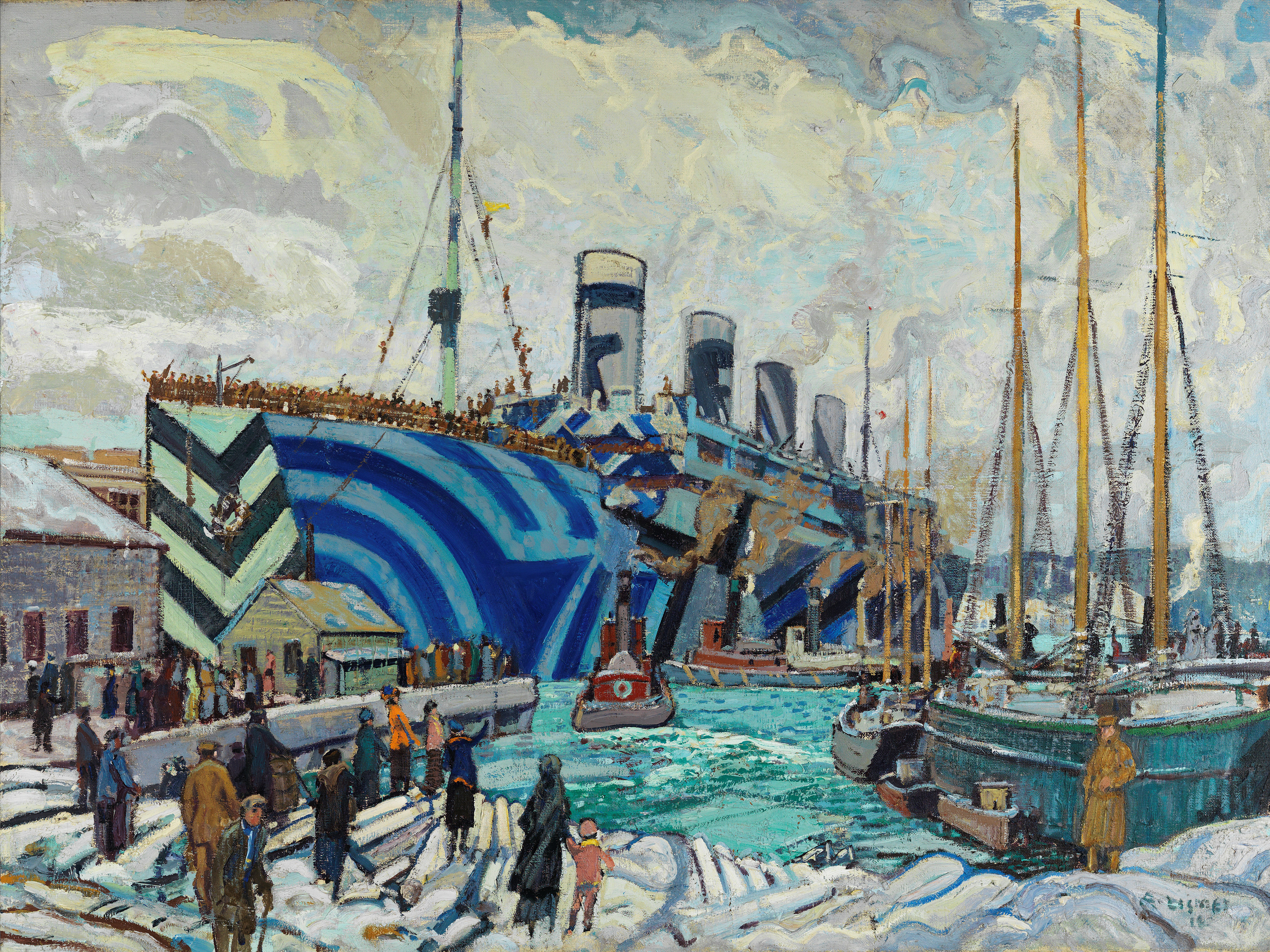
Olympic with Returned Soldiers
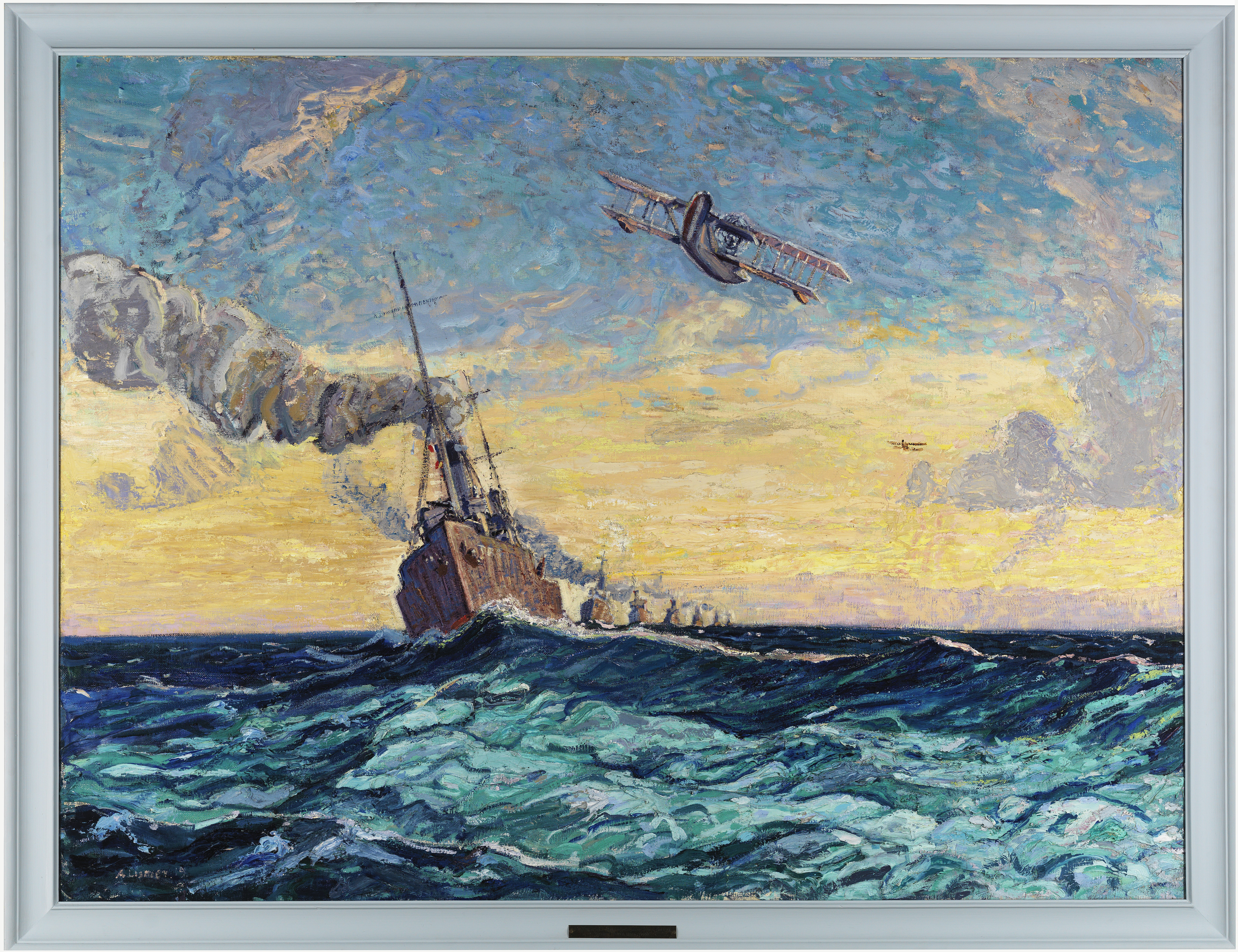
Minesweepers

## Musées et collections publiques
- Bibliothèque et Archives Canada
- Galerie d'art Beaverbrook
- Galerie Leonard & Bina Ellen, Université Concordia
- McMichael Canadian Art Collection
- Musée canadien de la guerre
- Musée des beaux-arts de l'Ontario
- Musée des beaux-arts de Montréal[3]
- Musée des beaux-arts du Canada[4]
- Musée national des beaux-arts du Québec[5]
- Musée Pierre-Boucher
- RiverBrink Art Museum
- The Robert McLaughlin Gallery
- Vancouver Art Gallery
- Winnipeg Art Gallery